# Топалово
Топалово (грч. Νέα Τυρολόη, Неа Тиролои) је насељено место у општини Доња Џумаја у периферији Средишња Македонија, Грчка. Према попису из 2021. године било је 436 становника.
Према бугарском географу и историчару, Василу Канчову, у Топалову је 1900. године живело 140 Турака и 90 Словена хришћана. Током Другог балканског рата и Првог светског рата село је настрадало и већи део мештана је избегао, тако је после рата остало 94 житеља. Године 1924. турско становништво је принудно исељено у Турску и словенско у Бугарску, а на њихово место је насељено 120 грчких избегличких породица. На попису из 1928. године Топалово је имало 496 тсановника.